# 알랭 드 보통
알랭 드 보통(Alain de Botton, 1969년 12월 20일 ~ )은 스위스 취리히에서 태어난 철학자, 소설가, 수필가이다. 현재 영국 런던에서 가족과 함께 거주 중이다. 또한 '한국인이 가장 사랑하는 작가' 중 한 명으로 손꼽히는 알랭 드 보통은 2008년 영국 런던에 세운 '인생학교'의 교장으로 활동 중이다.

## 활동

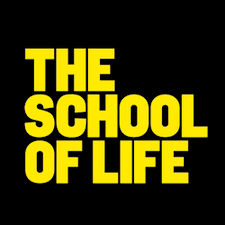
알랭 드 보통의 인생학교 로고

알랭 드 보통의 저서와 텔레비전 프로그램은 다양한 현대의 주제들을 철학적인 문체로 다루고 있으며, 일상의 삶과 철학의 관련성을 강조한다. 2008년 8월 보통은 런던에 새로운 교육시설의 창립 구성원이 되었는데 그곳의 이름은 "인생 학교"(The School of Life)였다. 이 삶의 학교는 2014년 6월에 한국에도 세워질 계획이다. 또 2009년 5월에는 새로운 건축단체의 창립 구성원이 되었으며, 그곳의 이름은 "살아있는 건축"(Living Architecture)이었다.

## 저서
- 《왜 나는 너를 사랑하는가》(Essays in Love, 1993)
- 《우리는 사랑일까》(The Romantic Movement, 1994)
- 《너를 사랑한다는 건》(Kiss & Tell, 1995)
- 《프루스트가 우리의 삶을 바꾸는 방법들》(How Marcel Proust Can Change Your Life, 1997)
- 《젊은 베르테르의 기쁨》(The Consolation of Philosophy, 2000)
- 《여행의 기술》(The Art of Travel, 2002)
- 《불안》(Status Anxiety, 2004)[6]
- 《동물원에 가기》(On seeing and noticing, 2006)
- 《행복의 건축》(The Architecture of Happiness, 2006)
- 《일의 기쁨과 슬픔》(The Pleasures and Sorrows of Work, 2009)
- 《공항에서 일주일을: 히드로 다이어리》(A Week at the Airport, 2009)
- 《무신론자를 위한 종교》(Religion for Atheists : A Non-believer's Guide to the Uses of Religion, 2011)
- 《철학의 위안》(The consolations of philosophy, 2012)
- 《사랑의 기초-한 남자》(2012)
- 《슬픔이 주는 기쁨》(On seeing and noticing, 2012)
- 《인생학교: 섹스~섹스에 대해 더 깊이 생각해보는 법》(How to Think More about Sex, 2012)
- 《영혼의 미술관》(Art as Therapy, 2013)[7]
- 《뉴스의 시대: 뉴스에 대해 우리가 알아야 할 모든 것》(The News: A User's Manual, 2014)[8]
- 《낭만적 사랑 그 후의 일상》(The Course of Love, 2016)

## 국내활동
- 세계여성경제포럼 2013 "세상을 바꾸는 여성의 힘" 강연자[9]
- 그랜드 마스터 클래스(GMC) 강연자[10]

## 서훈
- 2003년 프랑스 문화예술공로훈장 슈발리에

프랑스에서는 5등급에 상당하는 훈장의 이름이 기사(슈발리에)일 뿐, 이는 2등급 이상에 해당하는 영국의 기사작위와는 무관하다. 기사작위라 하기에는 격이 떨어질 뿐만 아니라, 프랑스의 최고등급 훈장을 받았다고 하더라도, 'Sir'과 같은 특권성 칭호는 주어지지 않는다. 이는 문화훈장일 뿐, 작위의 성격은 애초에 띄지 않는 것이다. 따라서 '〈슈발리에 드 로드르 데자르 에 레트르〉라는 기사 작위를 받았다'는 식의 서술 또한 틀린 서술이다.